# Lago Saryčelek
Il lago Saryčelek (in kirghiso Сары-Челек?, Sarı-Çelek; in russo Сары-Челек?, Sary-Čelek) è un lago e riserva naturale del Kirghizistan; è ubicato nella provincia di Žalalabad a nord della città di Arkit (sede del parco), al limite orientale della catena del Čatkal e si estende per 7 km lungo la Valle di Fergana.
Le sue origini si pensano risalgano a circa 800 anni fa, formato in seguito ad un terremoto.